# Doganica
Doganica (en serbe cyrillique : Доганица) est un village de Serbie situé dans la municipalité de Bosilegrad, district de Pčinja. Au recensement de 2011, il comptait 30 habitants. 

## Démographie
| 1948 | 1953 | 1961 | 1971 | 1981 | 1991 | 2002 | 2011 |
| ---- | ---- | ---- | ---- | ---- | ---- | ---- | ---- |
| 284  | 291  | 262  | 236  | 155  | 80   | 50   | 30   |

|  |